# Сент-Клер (Міннесота)
Сент-Клер (англ. St. Clair) — місто (англ. city) в США, в окрузі Блю-Ерт штату Міннесота. Населення — 750 осіб (2020).

## Географія
Сент-Клер розташований за координатами 44°4′56″ пн. ш. 93°51′32″ зх. д. / 44.08222° пн. ш. 93.85889° зх. д. (44.082310, -93.858958).  За даними Бюро перепису населення США в 2010 році місто мало площу 2,12 км², уся площа — суходіл. В 2017 році площа становила 1,72 км², уся площа — суходіл.

## Демографія
Згідно з переписом 2010 року, у місті мешкало 868 осіб у 303 домогосподарствах у складі 225 родин. Густота населення становила 410 осіб/км².  Було 313 помешкання (148/км²).
Расовий склад населення:
| - 97,1 % — білих - 1,2 % — чорних або афроамериканців - 0,1 % — вихідців з тихоокеанських островів - 0,1 % — корінних американців |

До двох чи більше рас належало 1,5 %. Частка іспаномовних становила 3,1 % від усіх жителів.
За віковим діапазоном населення розподілялося таким чином: 31,0 % — особи молодші 18 років, 60,5 % — особи у віці 18—64 років, 8,5 % — особи у віці 65 років та старші. Медіана віку мешканця становила 33,6 року. На 100 осіб жіночої статі у місті припадало 92,9 чоловіків;  на 100 жінок у віці від 18 років та старших — 92,0 чоловіків також старших 18 років.
Середній дохід на одне домашнє господарство  становив 74 469 доларів США (медіана — 70 500), а середній дохід на одну сім'ю — 82 016 доларів (медіана — 87 708). Медіана доходів становила 48 929 доларів для чоловіків та 45 347 доларів для жінок. За межею бідності перебувало 11,0 % осіб, у тому числі 15,8 % дітей у віці до 18 років та 5,3 % осіб у віці 65 років та старших.
Цивільне працевлаштоване населення становило 489 осіб. Основні галузі зайнятості: освіта, охорона здоров'я та соціальна допомога — 27,8 %, виробництво — 17,4 %, роздрібна торгівля — 15,7 %.